# Tapajós Atlético Clube
Tapajós Atlético Clube é uma agremiação esportiva da cidade de Santarém, no estado do Pará..

## História
O Tapajós AC, fundado em junho de 1987, disputou apenas uma edição do Segunda Divisão do Campeonato Paraense, em 1997. Em um grupo que continha outros 2 representantes do futebol profissional de Santarém (São Raimundo e São Francisco) e o Estrela de Belém - foi contra este clube que o Tapajós obteve seu único ponto na competição ao empatar sem gols na primeira rodada.
Após a aventura no profissionalismo, a equipe (cujas cores são vermelho e branco) não voltou a disputar competições oficiais.

## Participações no Campeonato Paraense - Segunda Divisão
- Campeonato Paraense de Futebol - Segunda Divisão: 1 (1997)